# الحوكمة الخوارزمية
الحوكمة عن طريق الخوارزمية (بالإنجليزية: Government by algorithm)‏ هي شكل بديل للحكومة أو النظام الاجتماعي، حيث يتم استخدام خوارزميات الكمبيوتر، وخاصة الذكاء الاصطناعي وسلسلة الكتل، وتطبيقها على اللوائح وإنفاذ القانون وعمومًا أي جانب من جوانب الحياة اليومية مثل النقل أو تسجيل الأراضي. ظهر المصطلح في الأدبيات الأكاديمية في عام 2013. يُعرَّف التنظيم الخوارزمي، وهو مصطلح ذو صلة، بأنه وضع معيار ومراقبة وتعديل السلوك عن طريق الخوارزميات الحسابية.

## التاريخ
في عام 1962، نشر مدير معهد مشاكل نقل المعلومات التابع للأكاديمية الروسية للعلوم في موسكو، ألكسندر خاركيفيتش مقالًا في مجلة «شيوعي» حول شبكة كمبيوتر لمعالجة المعلومات والتحكم من الاقتصاد. في الواقع، اقترح إنشاء شبكة مثل الإنترنت الحديث لتلبية احتياجات الحوكمة الخوارزمية. خلق هذا قلقًا خطيرًا بين محللي وكالة المخابرات المركزية. حذر آرثر إم شليزنجر جونيور من أنه «بحلول عام 1970، قد يكون لدى الاتحاد السوفيتي تقنية إنتاج جديدة جذريًا، تشمل مؤسسات أو مجمعات صناعات كاملة، تدار من خلال حلقة مغلقة، ومراقبة ردود الفعل باستخدام أجهزة كمبيوتر ذاتية التعليم».
بين عامي 1971 و 1973، نفذت الحكومة التشيلية مشروع سايبرسين [الإنجليزية] أثناء رئاسة سلفادور أليندي. يهدف هذا المشروع إلى بناء نظام دعم قرار لتحسين إدارة الاقتصاد الوطني.
أيضًا في الستينيات والسبعينيات من القرن الماضي، دافع هيربرت سيمون عن النظم الخبيرة كأدوات لترشيد وتقييم السلوك الإداري. كان التشغيل الآلي للعمليات المستندة إلى القواعد بمثابة طموح لوكالات الضرائب على مدى عقود عديدة مما أدى إلى نجاح متفاوت. تشمل الأعمال المبكرة من هذه الفترة مشروع تاكسمان لثورن مكارتي في الولايات المتحدة ومشروع ليجول لرونالد ستامبر في المملكة المتحدة. في عام 1993، نشر عالم الكمبيوتر بول كوكشوت [الإنجليزية] من جامعة غلاسكو والاقتصادي ألين كوتريل من جامعة ويك فورست كتاب نحو اشتراكية جديدة [الإنجليزية]، حيث زعموا أنهما يثبتان إمكانية وجود اقتصاد مخطط ديمقراطيًا مبني على تكنولوجيا الكمبيوتر الحديثة. نشر القاضي ميخائيل كيربي ورقة بحثية في عام 1998، حيث أعرب عن تفاؤله بأن تقنيات الكمبيوتر المتاحة في ذلك الوقت مثل نظام الخبير القانوني يمكن أن تتطور إلى أنظمة الكمبيوتر، مما سيؤثر بشدة على ممارسة المحاكم.